# 拉尔诺 (杜省)
拉尔诺（法語：Larnod，法語發音：[laʁno]）是法国杜省的一个市镇，位于该省西部，属于贝桑松区。

## 地理
拉尔诺（47°11'9"N, 5°58'19"E）面积4.05 平方千米，位于法国勃艮第-弗朗什-孔泰大區杜省，该省份为法国东部内陆省份，北起上索恩省，西接汝拉省，东部及东南部与瑞士接壤，东北部与贝尔福地区省接壤。
与拉尔诺接壤的市镇（或旧市镇、城区）包括：伯尔、皮热、朗斯奈。

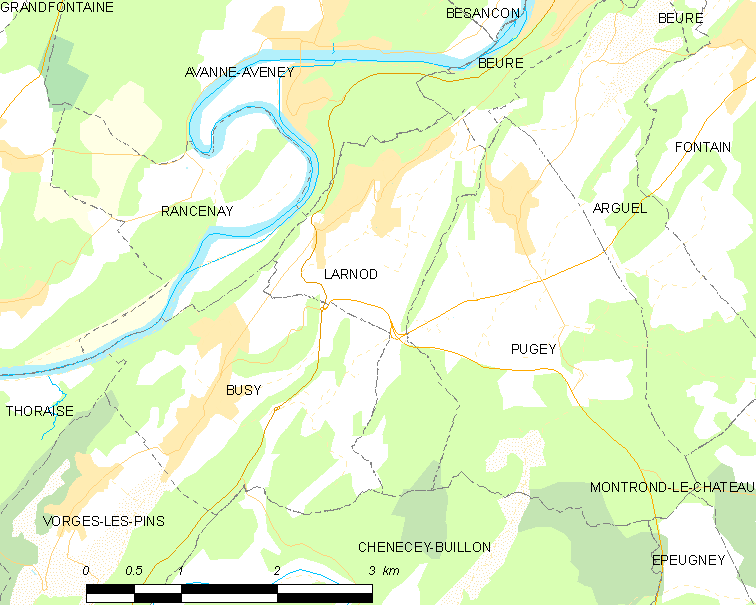
的OSM定位图

拉尔诺的时区为UTC+01:00、UTC+02:00（夏令时）。

## 行政
拉尔诺的邮政编码为25720，INSEE市镇编码为25328。

## 政治
拉尔诺所属的省级选区为贝桑松第六县。

## 人口

1962-2008年间人口变化图示

拉尔诺于2022年1月1日时的人口数量为784人。